# Gehlsbach (gmina)
Gehlsbach – miejscowość i gmina w Niemczech, w kraju związkowym Meklemburgia-Pomorze Przednie, w powiecie Ludwigslust-Parchim, wchodzi w skład Związku Gmin Eldenburg Lübz.
Powstała 1 stycznia 2014 z połączenia gmin Karbow-Vietlübbe oraz Wahlstorf. Ta druga stała się automatycznie jej dzielnicą.